# 14e étape du Tour d'Espagne 2020
Pour un article plus général, voir Tour d'Espagne 2020.
La 14e étape du Tour d'Espagne 2020 se déroule le mercredi 4 novembre 2020, de Lugo à Orense, sur une distance de 204,7 km.

## Résultats

### Classement de l'étape
| \| Classement de l'étape \| Classement de l'étape \| Classement de l'étape \| Classement de l'étape \| Classement de l'étape \| \| Coureur \| Coureur \| Pays \| Équipe \| Temps \| \| --------------------- \| --------------------- \| --------------------- \| ---------------------- \| --------------------- \| \| 1er \| Tim Wellens \| Belgique \| Lotto-Soudal \| 4 h 37 min 05 s \| \| 2e \| Michael Woods \| Canada \| EF Pro Cycling \| + 0 s \| \| 3e \| Zdeněk Štybar \| Tchéquie \| Deceuninck-Quick Step \| + 0 s \| \| 4e \| Dylan van Baarle \| Pays-Bas \| Ineos Grenadiers \| + 0 s \| \| 5e \| Marc Soler \| Espagne \| Movistar Team \| + 11 s \| \| 6e \| Thymen Arensman \| Pays-Bas \| Team Sunweb \| + 13 s \| \| 7e \| Pierre-Luc Périchon \| France \| Cofidis \| + 3 min 11 s \| \| 8e \| Dan Martin \| Irlande \| Israel Start-Up Nation \| + 3 min 44 s \| \| 9e \| Gonzalo Serrano \| Espagne \| Caja Rural-Seguros RGA \| + 3 min 44 s \| \| 10e \| Primož Roglič \| Slovénie \| Jumbo-Visma \| + 3 min 44 s \| |                     |          |                        |                 |
| |                     |          |                        |                 |
| Source : ProCyclingStats |                     |          |                        |                 |
| Classement de l'étape |                     |          |                        |                 |
| Coureur | Coureur             | Pays     | Équipe                 | Temps           |
| 1er | Tim Wellens         | Belgique | Lotto-Soudal           | 4 h 37 min 05 s |
| 2e | Michael Woods       | Canada   | EF Pro Cycling         | + 0 s           |
| 3e | Zdeněk Štybar       | Tchéquie | Deceuninck-Quick Step  | + 0 s           |
| 4e | Dylan van Baarle    | Pays-Bas | Ineos Grenadiers       | + 0 s           |
| 5e | Marc Soler          | Espagne  | Movistar Team          | + 11 s          |
| 6e | Thymen Arensman     | Pays-Bas | Team Sunweb            | + 13 s          |
| 7e | Pierre-Luc Périchon | France   | Cofidis                | + 3 min 11 s    |
| 8e | Dan Martin          | Irlande  | Israel Start-Up Nation | + 3 min 44 s    |
| 9e | Gonzalo Serrano     | Espagne  | Caja Rural-Seguros RGA | + 3 min 44 s    |
| 10e | Primož Roglič       | Slovénie | Jumbo-Visma            | + 3 min 44 s    |

### Points attribués pour le classement par points
| Sprint intermédiaire Monforte de Lemos (km 126) | Sprint intermédiaire Monforte de Lemos (km 126) | Sprint intermédiaire Monforte de Lemos (km 126) | Sprint intermédiaire Monforte de Lemos (km 126) | Sprint intermédiaire Monforte de Lemos (km 126) |
| ----------------------------------------------- | ----------------------------------------------- | ----------------------------------------------- | ----------------------------------------------- | ----------------------------------------------- |
|                                                 | Coureur                                         | Pays                                            | Équipe                                          | Point(s)                                        |
| 1er                                             | Zdeněk Štybar                                   | Tchéquie                                        | Deceuninck-Quick Step                           | 4                                               |
| 2e                                              | Dylan van Baarle                                | Pays-Bas                                        | Ineos Grenadiers                                | 2                                               |
| 3e                                              | Thymen Arensman                                 | Pays-Bas                                        | Sunweb                                          | 1                                               |
| modifier                                        |                                                 |                                                 |                                                 |                                                 |

| Arrivée d'étape Orense (km 204,7) | Arrivée d'étape Orense (km 204,7) | Arrivée d'étape Orense (km 204,7) | Arrivée d'étape Orense (km 204,7) | Arrivée d'étape Orense (km 204,7) |
| --------------------------------- | --------------------------------- | --------------------------------- | --------------------------------- | --------------------------------- |
|                                   | Coureur                           | Pays                              | Équipe                            | Point(s)                          |
| 1er                               | Tim Wellens                       | Belgique                          | Lotto-Soudal                      | 25                                |
| 2e                                | Michael Woods                     | Canada                            | EF Pro Cycling                    | 20                                |
| 3e                                | Zdeněk Štybar                     | Tchéquie                          | Deceuninck-Quick Step             | 16                                |
| 4e                                | Dylan van Baarle                  | Pays-Bas                          | Ineos Grenadiers                  | 14                                |
| 5e                                | Marc Soler                        | Espagne                           | Movistar                          | 12                                |
| 6e                                | Thymen Arensman                   | Pays-Bas                          | Sunweb                            | 10                                |
| 7e                                | Pierre-Luc Périchon               | France                            | Cofidis                           | 9                                 |
| 8e                                | Dan Martin                        | Espagne                           | Israel Start-Up Nation            | 8                                 |
| 9e                                | Gonzalo Serrano                   | Espagne                           | Caja Rural-Seguros RGA            | 7                                 |
| 10e                               | Primož Roglič                     | Slovénie                          | Jumbo-Visma                       | 6                                 |
| 11e                               | Ivo Oliveira                      | Portugal                          | UAE Emirates                      | 5                                 |
| 12e                               | Victor Lafay                      | France                            | Cofidis                           | 4                                 |
| 13e                               | Nick Schultz                      | Australie                         | Mitchelton-Scott                  | 3                                 |
| 14e                               | Reinardt Janse van Rensburg       | Afrique du Sud                    | NTT Pro Cycling                   | 2                                 |
| 15e                               | Felix Großschartner               | Autriche                          | Bora-Hansgrohe                    | 1                                 |
| modifier                          |                                   |                                   |                                   |                                   |

### Points attribués pour le classement du meilleur grimpeur
| Alto de Escairón (km 112,7) 3e catégorie (8,7 km à 3,3%) | Alto de Escairón (km 112,7) 3e catégorie (8,7 km à 3,3%) | Alto de Escairón (km 112,7) 3e catégorie (8,7 km à 3,3%) | Alto de Escairón (km 112,7) 3e catégorie (8,7 km à 3,3%) | Alto de Escairón (km 112,7) 3e catégorie (8,7 km à 3,3%) |
| -------------------------------------------------------- | -------------------------------------------------------- | -------------------------------------------------------- | -------------------------------------------------------- | -------------------------------------------------------- |
|                                                          | Coureur                                                  | Pays                                                     | Équipe                                                   | Point(s)                                                 |
| 1er                                                      | Pierre-Luc Périchon                                      | France                                                   | Cofidis                                                  | 3                                                        |
| 2e                                                       | Tim Wellens                                              | Belgique                                                 | Lotto-Soudal                                             | 2                                                        |
| 3e                                                       | Michael Woods                                            | Canada                                                   | EF Pro Cycling                                           | 1                                                        |
| modifier                                                 |                                                          |                                                          |                                                          |                                                          |

| Alto de Guitara (km 142,8) 3e catégorie (7,8 km à 3,8%) | Alto de Guitara (km 142,8) 3e catégorie (7,8 km à 3,8%) | Alto de Guitara (km 142,8) 3e catégorie (7,8 km à 3,8%) | Alto de Guitara (km 142,8) 3e catégorie (7,8 km à 3,8%) | Alto de Guitara (km 142,8) 3e catégorie (7,8 km à 3,8%) |
| ------------------------------------------------------- | ------------------------------------------------------- | ------------------------------------------------------- | ------------------------------------------------------- | ------------------------------------------------------- |
|                                                         | Coureur                                                 | Pays                                                    | Équipe                                                  | Point(s)                                                |
| 1er                                                     | Tim Wellens                                             | Belgique                                                | Lotto-Soudal                                            | 3                                                       |
| 2e                                                      | Pierre-Luc Périchon                                     | France                                                  | Cofidis                                                 | 2                                                       |
| 3e                                                      | Michael Woods                                           | Canada                                                  | EF Pro Cycling                                          | 1                                                       |
| modifier                                                |                                                         |                                                         |                                                         |                                                         |

| \| Alto de Abelaira (km 182) 3e catégorie (7,6 km à 3,8%) \| Alto de Abelaira (km 182) 3e catégorie (7,6 km à 3,8%) \| Alto de Abelaira (km 182) 3e catégorie (7,6 km à 3,8%) \| Alto de Abelaira (km 182) 3e catégorie (7,6 km à 3,8%) \| Alto de Abelaira (km 182) 3e catégorie (7,6 km à 3,8%) \| \| ------------------------------------------------------ \| ------------------------------------------------------ \| ------------------------------------------------------ \| ------------------------------------------------------ \| ------------------------------------------------------ \| \| \| Coureur \| Pays \| Équipe \| Point(s) \| \| 1er \| Michael Woods \| Canada \| EF Pro Cycling \| 3 \| \| 2e \| Marc Soler \| Espagne \| Movistar \| 2 \| \| 3e \| Tim Wellens \| Belgique \| Lotto-Soudal \| 1 \| \| modifier \| \| \| \| \| |               |          |                |          |
| Alto de Abelaira (km 182) 3e catégorie (7,6 km à 3,8%) |               |          |                |          |
| | Coureur       | Pays     | Équipe         | Point(s) |
| 1er | Michael Woods | Canada   | EF Pro Cycling | 3        |
| 2e | Marc Soler    | Espagne  | Movistar       | 2        |
| 3e | Tim Wellens   | Belgique | Lotto-Soudal   | 1        |
| modifier |               |          |                |          |

### Bonifications
|   | Coureur          | Pays     | Équipe                | Secondes |
| - | ---------------- | -------- | --------------------- | -------- |
| 1 | Zdeněk Štybar    | Tchéquie | Deceuninck-Quick Step | 3 s      |
| 2 | Dylan van Baarle | Pays-Bas | Ineos Grenadiers      | 2 s      |
| 3 | Thymen Arensman  | Pays-Bas | Sunweb                | 1 s      |

|   | Coureur       | Pays     | Équipe                | Secondes |
| - | ------------- | -------- | --------------------- | -------- |
| 1 | Tim Wellens   | Belgique | Lotto-Soudal          | 10 s     |
| 2 | Michael Woods | Canada   | EF Pro Cycling        | 6 s      |
| 3 | Zdeněk Štybar | Tchéquie | Deceuninck-Quick Step | 4 s      |

## Classements à l'issue de l'étape

### Classement général
| \| Classement général \| Classement général \| Classement général \| Classement général \| Classement général \| \| Coureur \| Coureur \| Pays \| Équipe \| Temps \| \| ------------------ \| ------------------- \| ------------------ \| ---------------------- \| ------------------ \| \| 1er \| Primož Roglič \| Slovénie \| Jumbo-Visma \| 53 h 57 min 05 s \| \| 2e \| Richard Carapaz \| Équateur \| Ineos Grenadiers \| + 39 s \| \| 3e \| Hugh Carthy \| Royaume-Uni \| EF Pro Cycling \| + 47 s \| \| 4e \| Dan Martin \| Irlande \| Israel Start-Up Nation \| + 1 min 42 s \| \| 5e \| Enric Mas \| Espagne \| Movistar Team \| + 3 min 23 s \| \| 6e \| Wout Poels \| Pays-Bas \| Bahrain McLaren \| + 6 min 15 s \| \| 7e \| Felix Großschartner \| Autriche \| Bora-Hansgrohe \| + 7 min 14 s \| \| 8e \| Alejandro Valverde \| Espagne \| Movistar Team \| + 8 min 39 s \| \| 9e \| Aleksandr Vlasov \| Russie \| Astana \| + 8 min 48 s \| \| 10e \| David de la Cruz \| Espagne \| UAE Team Emirates \| + 9 min 23 s \| |                     |             |                        |                  |
| |                     |             |                        |                  |
| Source : ProCyclingStats |                     |             |                        |                  |
| Classement général |                     |             |                        |                  |
| Coureur | Coureur             | Pays        | Équipe                 | Temps            |
| 1er | Primož Roglič       | Slovénie    | Jumbo-Visma            | 53 h 57 min 05 s |
| 2e | Richard Carapaz     | Équateur    | Ineos Grenadiers       | + 39 s           |
| 3e | Hugh Carthy         | Royaume-Uni | EF Pro Cycling         | + 47 s           |
| 4e | Dan Martin          | Irlande     | Israel Start-Up Nation | + 1 min 42 s     |
| 5e | Enric Mas           | Espagne     | Movistar Team          | + 3 min 23 s     |
| 6e | Wout Poels          | Pays-Bas    | Bahrain McLaren        | + 6 min 15 s     |
| 7e | Felix Großschartner | Autriche    | Bora-Hansgrohe         | + 7 min 14 s     |
| 8e | Alejandro Valverde  | Espagne     | Movistar Team          | + 8 min 39 s     |
| 9e | Aleksandr Vlasov    | Russie      | Astana                 | + 8 min 48 s     |
| 10e | David de la Cruz    | Espagne     | UAE Team Emirates      | + 9 min 23 s     |

| Classement par points | Classement par points | Classement par points | Classement par points  | Classement par points |
| Coureur               | Coureur               | Pays                  | Équipe                 | Points                |
| --------------------- | --------------------- | --------------------- | ---------------------- | --------------------- |
| 1er                   | Primož Roglič         | Slovénie              | Jumbo-Visma            | 178 pts               |
| 2e                    | Richard Carapaz       | Équateur              | Ineos Grenadiers       | 113 pts               |
| 3e                    | Dan Martin            | Irlande               | Israel Start-Up Nation | 111 pts               |
| 4e                    | Hugh Carthy           | Royaume-Uni           | EF Pro Cycling         | 89 pts                |
| 5e                    | Guillaume Martin      | France                | Cofidis                | 74 pts                |
| 6e                    | Michael Woods         | Canada                | EF Pro Cycling         | 72 pts                |
| 7e                    | Marc Soler            | Espagne               | Movistar Team          | 69 pts                |
| 8e                    | Enric Mas             | Espagne               | Movistar Team          | 66 pts                |
| 9e                    | Felix Großschartner   | Autriche              | Bora-Hansgrohe         | 61 pts                |
| 10e                   | Aleksandr Vlasov      | Russie                | Astana                 | 57 pts                |

| Classement par points | Classement par points | Classement par points | Classement par points  | Classement par points |
| Coureur               | Coureur               | Pays                  | Équipe                 | Points                |
| --------------------- | --------------------- | --------------------- | ---------------------- | --------------------- |
| 1er                   | Primož Roglič         | Slovénie              | Jumbo-Visma            | 178 pts               |
| 2e                    | Richard Carapaz       | Équateur              | Ineos Grenadiers       | 113 pts               |
| 3e                    | Dan Martin            | Irlande               | Israel Start-Up Nation | 111 pts               |
| 4e                    | Hugh Carthy           | Royaume-Uni           | EF Pro Cycling         | 89 pts                |
| 5e                    | Guillaume Martin      | France                | Cofidis                | 74 pts                |
| 6e                    | Michael Woods         | Canada                | EF Pro Cycling         | 72 pts                |
| 7e                    | Marc Soler            | Espagne               | Movistar Team          | 69 pts                |
| 8e                    | Enric Mas             | Espagne               | Movistar Team          | 66 pts                |
| 9e                    | Felix Großschartner   | Autriche              | Bora-Hansgrohe         | 61 pts                |
| 10e                   | Aleksandr Vlasov      | Russie                | Astana                 | 57 pts                |

| Classement de la montagne | Classement de la montagne | Classement de la montagne | Classement de la montagne | Classement de la montagne |
| Coureur                   | Coureur                   | Pays                      | Équipe                    | Points                    |
| ------------------------- | ------------------------- | ------------------------- | ------------------------- | ------------------------- |
| 1er                       | Guillaume Martin          | France                    | Cofidis                   | 76 pts                    |
| 2e                        | Richard Carapaz           | Équateur                  | Ineos Grenadiers          | 30 pts                    |
| 3e                        | Tim Wellens               | Belgique                  | Lotto-Soudal              | 28 pts                    |
| 4e                        | Sepp Kuss                 | États-Unis                | Jumbo-Visma               | 27 pts                    |
| 5e                        | Primož Roglič             | Slovénie                  | Jumbo-Visma               | 24 pts                    |
| 6e                        | Hugh Carthy               | Royaume-Uni               | EF Pro Cycling            | 21 pts                    |
| 7e                        | Michael Woods             | Canada                    | EF Pro Cycling            | 21 pts                    |
| 8e                        | Dan Martin                | Irlande                   | Israel Start-Up Nation    | 20 pts                    |
| 9e                        | Aleksandr Vlasov          | Russie                    | Astana                    | 18 pts                    |
| 10e                       | Marc Soler                | Espagne                   | Movistar Team             | 18 pts                    |

| Classement de la montagne | Classement de la montagne | Classement de la montagne | Classement de la montagne | Classement de la montagne |
| Coureur                   | Coureur                   | Pays                      | Équipe                    | Points                    |
| ------------------------- | ------------------------- | ------------------------- | ------------------------- | ------------------------- |
| 1er                       | Guillaume Martin          | France                    | Cofidis                   | 76 pts                    |
| 2e                        | Richard Carapaz           | Équateur                  | Ineos Grenadiers          | 30 pts                    |
| 3e                        | Tim Wellens               | Belgique                  | Lotto-Soudal              | 28 pts                    |
| 4e                        | Sepp Kuss                 | États-Unis                | Jumbo-Visma               | 27 pts                    |
| 5e                        | Primož Roglič             | Slovénie                  | Jumbo-Visma               | 24 pts                    |
| 6e                        | Hugh Carthy               | Royaume-Uni               | EF Pro Cycling            | 21 pts                    |
| 7e                        | Michael Woods             | Canada                    | EF Pro Cycling            | 21 pts                    |
| 8e                        | Dan Martin                | Irlande                   | Israel Start-Up Nation    | 20 pts                    |
| 9e                        | Aleksandr Vlasov          | Russie                    | Astana                    | 18 pts                    |
| 10e                       | Marc Soler                | Espagne                   | Movistar Team             | 18 pts                    |

| Classement du meilleur jeune | Classement du meilleur jeune | Classement du meilleur jeune | Classement du meilleur jeune | Classement du meilleur jeune |
| Coureur                      | Coureur                      | Pays                         | Équipe                       | Temps                        |
| ---------------------------- | ---------------------------- | ---------------------------- | ---------------------------- | ---------------------------- |
| 1er                          | Enric Mas                    | Espagne                      | Movistar Team                | 54 h 00 min 28 s             |
| 2e                           | Aleksandr Vlasov             | Russie                       | Astana                       | + 5 min 25 s                 |
| 3e                           | David Gaudu                  | France                       | Groupama-FDJ                 | + 7 min 22 s                 |
| 4e                           | Georg Zimmermann             | Allemagne                    | CCC Team                     | + 34 min 40 s                |
| 5e                           | William Barta                | États-Unis                   | CCC Team                     | + 41 min 11 s                |
| 6e                           | Gino Mäder                   | Suisse                       | NTT Pro Cycling              | + 42 min 44 s                |
| 7e                           | Kobe Goossens                | Belgique                     | Lotto-Soudal                 | + 42 min 55 s                |
| 8e                           | Clément Champoussin          | France                       | AG2R La Mondiale             | + 1 h 10 min 20 s            |
| 9e                           | Juan Pedro López             | Espagne                      | Trek-Segafredo               | + 1 h 18 min 08 s            |
| 10e                          | Niklas Eg                    | Danemark                     | Trek-Segafredo               | + 1 h 21 min 53 s            |

| Classement du meilleur jeune | Classement du meilleur jeune | Classement du meilleur jeune | Classement du meilleur jeune | Classement du meilleur jeune |
| Coureur                      | Coureur                      | Pays                         | Équipe                       | Temps                        |
| ---------------------------- | ---------------------------- | ---------------------------- | ---------------------------- | ---------------------------- |
| 1er                          | Enric Mas                    | Espagne                      | Movistar Team                | 54 h 00 min 28 s             |
| 2e                           | Aleksandr Vlasov             | Russie                       | Astana                       | + 5 min 25 s                 |
| 3e                           | David Gaudu                  | France                       | Groupama-FDJ                 | + 7 min 22 s                 |
| 4e                           | Georg Zimmermann             | Allemagne                    | CCC Team                     | + 34 min 40 s                |
| 5e                           | William Barta                | États-Unis                   | CCC Team                     | + 41 min 11 s                |
| 6e                           | Gino Mäder                   | Suisse                       | NTT Pro Cycling              | + 42 min 44 s                |
| 7e                           | Kobe Goossens                | Belgique                     | Lotto-Soudal                 | + 42 min 55 s                |
| 8e                           | Clément Champoussin          | France                       | AG2R La Mondiale             | + 1 h 10 min 20 s            |
| 9e                           | Juan Pedro López             | Espagne                      | Trek-Segafredo               | + 1 h 18 min 08 s            |
| 10e                          | Niklas Eg                    | Danemark                     | Trek-Segafredo               | + 1 h 21 min 53 s            |

| Classement par équipes | Classement par équipes | Classement par équipes | Classement par équipes |
| Équipe                 | Équipe                 | Pays                   | Temps                  |
| ---------------------- | ---------------------- | ---------------------- | ---------------------- |
| 1re                    | Movistar Team          | Espagne                | 162 h 08 min 09 s      |
| 2e                     | Jumbo-Visma            | Pays-Bas               | + 8 min 05 s           |
| 3e                     | Astana                 | Kazakhstan             | + 39 min 49 s          |
| 4e                     | UAE Team Emirates      | Émirats arabes unis    | + 54 min 18 s          |
| 5e                     | Mitchelton-Scott       | Australie              | + 58 min 42 s          |
| 6e                     | Cofidis                | France                 | + 1 h 22 min 16 s      |
| 7e                     | Ineos Grenadiers       | Royaume-Uni            | + 1 h 54 min 16 s      |
| 8e                     | Groupama-FDJ           | France                 | + 2 h 21 min 30 s      |
| 9e                     | CCC Team               | Pologne                | + 2 h 26 min 46 s      |
| 10e                    | EF Pro Cycling         | États-Unis             | + 2 h 28 min 07 s      |

| Classement par équipes | Classement par équipes | Classement par équipes | Classement par équipes |
| Équipe                 | Équipe                 | Pays                   | Temps                  |
| ---------------------- | ---------------------- | ---------------------- | ---------------------- |
| 1re                    | Movistar Team          | Espagne                | 162 h 08 min 09 s      |
| 2e                     | Jumbo-Visma            | Pays-Bas               | + 8 min 05 s           |
| 3e                     | Astana                 | Kazakhstan             | + 39 min 49 s          |
| 4e                     | UAE Team Emirates      | Émirats arabes unis    | + 54 min 18 s          |
| 5e                     | Mitchelton-Scott       | Australie              | + 58 min 42 s          |
| 6e                     | Cofidis                | France                 | + 1 h 22 min 16 s      |
| 7e                     | Ineos Grenadiers       | Royaume-Uni            | + 1 h 54 min 16 s      |
| 8e                     | Groupama-FDJ           | France                 | + 2 h 21 min 30 s      |
| 9e                     | CCC Team               | Pologne                | + 2 h 26 min 46 s      |
| 10e                    | EF Pro Cycling         | États-Unis             | + 2 h 28 min 07 s      |

## Prix de la Combativité
- Marc Soler (Movistar )

## Abandons
- Alexander Kamp (Trek-Segafredo) : abandon
- Martin Salmon (Sunweb) : abandon
- Alexis Renard (Israel Start-Up Nation) : abandon